# استان تائوامانو
استان تائوامانو (به اسپانیایی: Provincia de Tahuamanu) یک استان در پرو است که در منطقه مادره ده دیوس واقع شده‌است. استان تائوامانو ۲۱٬۱۹۶٫۸۸ کیلومتر مربع مساحت و ۷٬۴۲۹ نفر جمعیت دارد.